# Hampton Del Ruth
Hampton Del Ruth (7 de septiembre de 1879 – 15 de mayo de 1958) fue un actor, director, guionista y productor cinematográfico de nacionalidad estadounidense, activo en la época del cine mudo. Entre otros trabajos, escribió los intertítulos del último film mudo rodado en estudios americanos, Legong: Dance of the Virgins (1935).

## Biografía
Nacido en Delaware, Estados Unidos, era hermano del director Roy Del Ruth. Del Ruth empezó a trabajar en el cine en 1913 como guionista, en un cortometraje western de Selig Polyscope Company, The Tie of the Blood. Ese mismo año rodó el primero de sus 8 filmes como actor, His Father.
Colaboró, entre otros cineastas, con Mack Sennett. Desde 1915 a 1918 fue ayudante de producción en 46 películas. En 1917 se inició en la dirección, rodando un total de 32 filmes como director de producción.
En 1924, junto a Coy Watson Sr., rodó los efectos especiales de El ladrón de Bagdad, cinta interpretada por Douglas Fairbanks.
Además de su actividad cinematográfica, Del Ruth escribió dos novelas: Port o' Heart's Desire (1926) y Without Restraint (1936).  
Tras un primer matrimonio con la actriz Alta Allen, se casó con Helen Carlyle (1892-1933), una actriz que rodó dos cintas mudas en los años 1930.
Hampton Del Ruth falleció en Woodland Hills, California, en 1958, a los 78 años de edad. Fue enterrado en el Cementerio Forest Lawn Memorial Park, en Glendale, California.

## Filmografía

### Guionista
- The Tie of the Blood, de Lem B. Parker (1913)
- Love and Politics, de Allen Curtis (1914)
- Tillie's Punctured Romance, de Mack Sennett (1914)
- The Great Vacuum Robbery, de Clarence G. Badger y Harry Williams (1915)
- Done in Oil, de Charles Avery (1917)
- A Maiden's Trust, de Victor Heerman y Harry Williams (1917)
- His Hidden Purpose, de Edward F. Cline (1918)
- Sheriff Nell's Tussle, de William Campbel (1918)
- Saucy Madeline, de F. Richard Jones (1918)
- She Loved Him Plenty, de Hampton Del Ruth y F. Richard Jones
- The Roaming Bathtub, de Frank Griffin (1919)
- A Lightweight Lover, de Roy Del Ruth (1920)
- Skirts, de Hampton Del Ruth (1921)
- The Invisible Fear, de Edwin Carewe (1921)
- The Marriage Chance, de Hampton Del Ruth (1922)
- A Friendly Husband, de John G. Blystone (1923)
- The Soapsuds Lady, de Arthur Rosson (1925)
- Transcontinental Limited, de Nat Ross (1926)
- Lost at the Front, de Del Lord (1927)
- Naughty, de Hampton Del Ruth (1927)
- A Simple Sap, de Hampton Del Ruth y Larry Semon (1928)
- The Bride's Relations, de Mack Sennett (1929)
- The Old Barn, de Mack Senentt (1929)
- Whirls and Girls, de Mack Sennett (1929)
- Broadway Blues, de Mack Sennett (1929)
- The Bees' Buzz, de Mack Sennett (1929)
- The Big Palooka, de Mack Sennett (1929)
- Girl Crazy, de Mack Sennett (1929)
- Jazz Mamas, de Mack Sennett (1929)
- The Constabule, de Mack Sennett (1929)
- Clancy at the Bat, de Earle Rodney (1929)
- The New Halfback, de Mack Sennett (1929)
- Uppercut O'Brien, de Earle Rodney (1929)
- Scotch, de Mack Sennett (1930)
- Sugar Plum Papa, de Mack Sennett (1930)
- Midnight Daddies, de Mack Sennett (1930)
- The Love Punch, de Nat Ross (1930)
- In Old Mazuma, de Nat Ross (1931)
- Defenders of the Law, de Joseph Levering (1931)
- The Mystery Train, de Phil Whitman (1931)
- Air Eagles, de Phil Whitman (1931)
- A Strange Adventure, de Phil Whitman y Hampton Del Ruth (1932)
- Goodbye Love, de H. Bruce Humberstone (1933)

### Director
- A Bedroom Blunder, codirigida con Edward F. Cline (1917)
- Roping Her Romeo, codirigida con  Fred Hibbard  (1917)
- Are Waitresses Safe?, codirigida con Victor Heerman (1917)
- An International Sneak (1917)
- That Night, codirigida con Edward F. Cline (1917)
- Taming Target Center, codirigida con William Campbell (1917)
- Watch Your Neighbor, codirigida con Victor Heerman (1918)
- It Pays to Exercise, codirigida con F. Richard Jones (1918)
- Those Athletic Girls, codirigida con Edward F. Cline (1918)
- His Smothered Love, codirigida con Edward F. Cline (1918)
- The Battle Royal, codirigida con F. Richard Jones (1918)
- Love Loops the Loop, codirigida con Walter Wright (1918)
- Two Tough Tenderfeet (1918)
- Ladies First (1918)
- Her Blighted Love (1918)
- She Loved Him Plenty (1918)
- Skirts (1921)
- The Marriage Chance (1922)
- A Truthful Liar (1924)
- Just a Good Guy (1924)
- Naughty (1927)
- Blondes by Choice (1927)
- A Simple Sap (1928)
- A Strange Adventure (1932)

### Actor
- His Father (1913)
- The Winning Stroke (1914)
- Crossroads (1914)
- Her Brother (1914)
- A Film Johnnie, de George Nichols (1914)
- His Favourite Pastime, de George Nichols (1914)
- Tillie's Punctured Romance, de Mack Sennett (1914)
- Kiss Me Quick, de John G. Blystone (1920)

### Productor (director de producción)
- Honest Thieves, de Harry C. Mathews  (1917)
- The Pipe of Discontent, de Harry C. Mathews (1917)
- Love Under Cover, de J. Farrell MacDonald (1917)
- A Noble Fraud, de Harry Williams (1917)
- Heart Strategy, de J. Farrell MacDonald (1917)